# Jinji Xiang
Jinji Xiang (kinesiska: 金鸡, 金鸡乡) är en socken i Kina. Den ligger i provinsen Yunnan, i den sydvästra delen av landet, omkring 350 kilometer väster om provinshuvudstaden Kunming. Antalet invånare är 24 709. Befolkningen består av 12 605 kvinnor och 12 104 män. Barn under 15 år utgör 21,0 %, vuxna 15-64 år 66 %, och äldre över 65 år 11,0 %.
Genomsnittlig årsnederbörd är 1 054 millimeter. Den regnigaste månaden är juli, med i genomsnitt 311 mm nederbörd, och den torraste är januari, med 6 mm nederbörd.